# معاهده ارزروم (۱۷۳۶ میلادی)
معاهده ارض‌روم معاهده‌ای که در سال ۱۱۴۹ هجری (۱۷۳۶ میلادی) بین ایران (نادر شاه) و عثمانی، پس از نبرد مراد تپه، بسته شد.
به موجب این معاهده کلیه شهرهایی که پیش از سال ۱۱۳۵ هجری به ایران تعلق داشته و عثمانی با استفاده از ضعف دولت صفوی به اشغال خود در آورده بود به ایران بازگردانده شد.